# Salt Lake City Open
Il Salt Lake City Open è stato un torneo di tennis. Ha fatto parte dello USLTA Indoor Circuit nel 1973. Era giocato dal 1973 al 1974 a Salt Lake City negli Stati Uniti su campi in sintetico indoor.

## Albo d'oro

### Singolare
| Anno | Vincitore     | Finalista        | Punteggio     |
| ---- | ------------- | ---------------- | ------------- |
| 1973 | Jimmy Connors | Paul Gerken      | 6–1, 6–2      |
| 1974 | Jimmy Connors | Vitas Gerulaitis | 4–6, 7–6, 6–3 |

### Doppio
| Anno | Vincitori                      | Finalisti                      | Punteggio     |
| ---- | ------------------------------ | ------------------------------ | ------------- |
| 1973 | Mike Estep Raúl Ramírez        | Jiří Hřebec Jan Kukal          | 6–4, 7–6      |
| 1974 | Jimmy Connors Vitas Gerulaitis | Iván Molina Jairo Velasco, Sr. | 2–6, 7–6, 7–5 |